# ويلهلم مينهولد
ويلهلم مينهولد (بالألمانية: Wilhelm Meinhold)‏ هو مؤلف وقسيس وكاتب ألماني، ولد في 27 فبراير 1797 في Lütow ‏ في ألمانيا، وتوفي في 30 نوفمبر 1851 في تشارلوتنبرغ في ألمانيا.